# Julien Loubet
Julien Loubet (Toulouse, 1985. január 11. –) francia profi kerékpáros. 2018. április 16-án visszavonult a versenyzéstől.

## Eredményei
2004
1., Francia országúti bajnokság - Mezőnyverseny - U23 
2. - Circuit de la Nive
2008
3., Francia országúti bajnokság - Mezőnyverseny
4., összetettben - Vuelta a Burgos
2009
2., összetettben - Route du Sud
10., összetettben - Paris - Corréze
2010
3., összetettben - Tropicale Amissa Bongo
1., 2. szakasz
5., összetettben - Etoile de Bessèges
9. - Tour du Doubs
2011
5. - GP Kanton Aargau - Gippingen

## Grand Tour eredményei
| Grand Tour | 2007    | 2008 | 2009    | 2010 | 2011 |
| ---------- | ------- | ---- | ------- | ---- | ---- |
| Giro       | feladta | -    | feladta | -    | -    |
| Tour       | -       | -    | -       | -    | -    |
| Vuelta     | -       | 70.  | feladta | -    |      |